# BASIC
A BASIC (Beginner's All-purpose Symbolic Instruction Code) általános célú programozási nyelvet 1964-ben készítette Kemény János és Thomas Kurtz a Dartmouth College-ben, oktatási céllal.
A nyelv alapjait a Fortran programozási nyelv alapján tervezték meg. A nyelv interpretált nyelv, azaz a programot futás közben fordítja a gép saját nyelvére.
Elterjedésében nagyban közrejátszottak az 1980-as években elterjedt számítógépek, melyeknél gyakran a számítógéppel egybeépítve adták a BASIC értelmezőt. Ezekben a különböző számítógépeken futó BASIC programok szinte mindig inkompatibilisek voltak egymással: az egyik géptípusra írt programot más számítógéptípusokon nem lehetett futtatni.
Nagy lökést jelentett a nyelv elterjedésében a DOS operációs rendszer elterjedése, melynek újabb verzióiba beépítették a Qbasic nevű BASIC változatot. A Qbasic szoros rokonságban állt a Microsoft QuickBasic fejlesztőeszközével, de nem tudott futtatható fájlt készíteni.
Az 1990-es évek elejére sokan leírták a Basicet, mivel a Basic alapú mikroszámítógépek kora lejárt, PC-n a C/C++ és a Pascal nyelvek vívtak ki vezető szerepet. A Microsoft 1991-ben kiadta a Visual Basicet, ami a legnagyobb megújítása lett a nyelvnek: a QuickBasic strukturált Basic nyelvjárása eseményvezéreltté vált, megjelentek benne objektumorientált vonások, így hatékony és egyszerűen használható Windows fejlesztőeszközzé vált. Tovább segítette a nyelv terjedését két variánsa: Visual Basic for Applications (VBA) a Microsoft Office programcsomag makrónyelvévé, a Visual Basic Script a Windows operációs rendszer scriptnyelvévé vált.
A Visual Basic 2002-ben jelentős átalakításon esett át: megjelent a Visual Basic .NET, ami teljesen objektumorientálttá tette a nyelvet, a .NET keretrendszerhez igazodva. A Visual Basic .NET-ben gyakorlatilag csak a kulcsszavak emlékeztetnek a klasszikus Basicre, a változások olyan mélyrehatóak voltak, hogy még a klasszikus Visual Basickel sem kompatibilis visszafele. Emiatt több kritika érte és éri, sokak szerint csak nevében Basic, a legközelebbi rokonságban a C# nyelvvel van.
Noha a Microsoft-féle irányvonal a legelterjedtebb a nyelv fejlesztésében, a Basicnek rengeteg nyelvjárása és értelmezőprogramja van. Könnyű tanulhatósága miatt sokan kezdik a programozást vele. Több speciális célú Basic-változat létezik, például mikrovezérlők programozására vagy játékfejlesztésre.

## Jellemzők

### Adattárolás, változók
A BASIC nyelvjárások nagy részében nem kell a változókat deklarálni. Az új változókat ebben az esetben a parancsértelmező futásidőben hozza létre a nevük első előfordulásakor. Ez hibalehetőséget jelent annyiban, hogy az elgépelt nevű változók is létrejönnek így. Az idők folyamán azonban több megoldás is létrejött:
Az első változatban, a Dartmouth Basic-ben egy, illetve kétjegyű változóneveket használhattunk, az első jegy betű (A-Z), az (opcionális) második számjegy (0-9), így a BASIC összesen 11x26=286 változót tudott kezelni (A-Z, A0-A9,…, Z0-Z9).
Az értékadás a LET kulcsszóval történt (például LET x=26), ami több későbbi változatban is benne maradt, bár idővel fölöslegessé válva kikopott.
A változók A Dartmouth Basicben mind lebegőpontos számok voltak, később megjelentek más típusok is. Ezeket általában a változónév végén álló karakterek jelzik:
- % - egész szám (például a%=5)
- ! vagy nincs – (egyszeres pontosságú) lebegőpontos szám (például a=5.1)
- # – kétszeres pontosságú lebegőpontos szám (például a#=5.5)
- $ – szöveges változó (string) (például a$="Cica")

Megjegyzendő, hogy a stringeket kezelő függvények neve is $-re végződik általában.
Egyes verziók lehetővé tették a változók típusának előzetes deklarációját, a DEFINT, DEFSTR, … utasításokkal:
```
DEFINT
 
A
-
Z:
 
REM
 
minden
 
változó
 
legyen
 
egész

DEFSTR
 
S:
 
REM
 
az
 
S
-
sel
 
kezdődő
 
változók
 
stringek

```

Idővel ez a jelölésmód korszerűtlenné vált, rontotta a nyelv használhatóságát. Újabb értelmezőkben - mint a Quick Basic vagy a Visual Basic - elterjedt az a megoldás, hogy a tömbök deklarására használt DIM parancsot lehet használni. Példa (Visual Basic):
```
Dim
 
x
 
As
 
Long

Dim
 
y
 
As
 
String

x
=
123456

y
=
"Cica"

```

A "klasszikus" Visual Basic bár nem tette kötelezővé a változók deklarálását, az Option Explicit fordítási direktíva bekapcsolásával kötelezhette magát erre a felhasználó. A Visual Basic .NET a CLI-kompaibilitás miatt nem támogatja a deklarálatlan változókat.
Ez eredeti változatban az egyetlen használható típus-konstrukció a tömb, a tömböket a DIM utasítással lehet deklarálni ('dimenzionálni'), egyes változatok a dimenzionálatlan tömböket automatikusan tízelemű tömbként dimenzionálták, pl:
```
DIM
 
x
(
22
)
:
 
REM
 
szabályos
 
dimenzionálás

LET
 
y
(
3
)
=
3
:
 
REM
 
implicit
 
dimenzionálás:
 
DIM
 
y
(
10
),
 
nem
 
minden
 
verzióban

```

A tömbindexek általában eggyel kezdődtek, egyes megvalósításokban viszont nullától (ekkor a tömb a megadottnál eggyel több elemet tartalmazott), vagy az 'OPTION BASE {0|1}' utasítással volt beállítható a kezdőindex.

### Sorszámozás
A korai BASIC változatokban kötelező volt a sorok számozása. Minden programsor elején egy sorszám állt. Ennek több oka volt:
1. Az ugrásoknál (GOTO, GOSUB) sorszámra hivatkozva lehetett csak megadni, hova ugorjon a vezérlés, a nyelv kezdeti változatai nem ismerték a címkéket.
2. A kezdetleges fejlesztőkörnyezeteknél a sorszámról döntötte el az értelmező, melyik programsort írta be a felhasználó. Ha például a 30-as sor után írta be a 20-ast, akkor az sorrendben a 30-as elé került futtatáskor.
3. A hibaüzeneteket is a sorszámot kiírva adták meg az interpreterek.

A sorszámozás hátránya a nehézkes bővíthetőség volt: ha a sorokat 10-esével számoztuk, akkor a 20-as és 30-as sor közé csak 9 sort szúrhattunk be. Emiatt a nyelvből lassan eltűntek a sorszámok, bár sokáig lehetett használni őket a visszafelé kompatibilitás megőrzése miatt. Microsoft vonalon az 1998-ban megjelent Visual Basic 6 volt az utolsó nyelv, ami még támogatta a használatukat. A feltétel nélküli ugrásokhoz a nyelv címkéket használ, amik sor elején álló, kettőspontra végződő azonosítónevek. A címkéket nem kell deklarálni.
Példa sorszámos ugrásra:
```
10
 
PRINT
 
"Ez a szöveg ismétlődni fog!"

20
 
GOTO
 
10

```

Példa a címke használatára
```
eleje:

PRINT
 
"Ez a szöveg ismétlődni fog!"

GOTO
 
eleje

```

## Hello World
- Az interpretált BASIC parancsként tudja futtatni a "PRINT" (írd ki) utasítást:

```
PRINT
 
"Hello World!"

```

Megj.: A PRINT sok nyelvjárásban rövidíthető kérdőjellel:
```
?
 
"Hello World!"

```

- Programba illesztve (klasszikus változat, sorszámok használatával):

```
10
 
PRINT
 
"Hello World!"

20
 
END

```

Megjegyzés: Az "END" (vége) utasítás opcionális, a programfutás az utolsó sornál mindenképp véget ér.
Futtatása:
```
RUN

```

## Példaprogramok
| Példa 1: Strukturálatlan, eredeti BASIC (Applesoft BASIC nyelv) | Példa 2: Modern Strukturált nyelv (például QBASIC programnyelv) |
| 10 INPUT "Kérem adja meg a nevét: "; U$ 20 PRINT "Üdvözlöm "; U$ 25 REM 30 INPUT "Hány csillagot szeretne? "; N 35 S$ = "" 40 FOR I = 1 TO N 50 S$ = S$ + "*" 55 NEXT I 60 PRINT S$ 65 REM 70 INPUT "Kér még csillagot? "; A$ 80 IF LEN(A$) = 0 GOTO 70 90 A$ = LEFT$(A$, 1) 100 IF (A$ = "i") OR (A$ = "I") THEN GOTO 30 110 PRINT "Viszontlátásra! "; 120 FOR I = 1 TO 200 130 PRINT U$; " "; 140 NEXT I 150 PRINT | INPUT "Kérem adja meg a nevét: "; UserName$ PRINT "Üdvözlöm "; UserName$ DO INPUT "Hány csillagot szeretne?"; NumStars Stars$ = "" Stars$ = REPEAT$("*", NumStars) ' <- ANSI BASIC ''--or--'' Stars$ = STRING$(NumStars, "*") ' <- MS BASIC PRINT Stars$ DO INPUT "Kér még csillagot? "; Answer$ LOOP UNTIL Answer$ <> "" Answer$ = LEFT$(Answer$, 1); LOOP WHILE UCASE$(Answer$) = "Y" PRINT "Viszontlátásra! "; FOR I = 1 TO 200 PRINT UserName$; " "; NEXT I PRINT |

## Nyelvi változatok
Zárójelben a program futtatókörnyezete található.
- Altair BASIC (MITS Altair, S-100; Microsoft első terméke)
- Amiga BASIC (Commodore Amiga)
- AMOS BASIC (Commodore Amiga)
- Apple Business BASIC (Apple ///)
- Applesoft BASIC (Apple II)
- ASIC programozási nyelv (MS-DOS)
- Atari 2600 Basic Programming (Atari 2600 video játék konzol)
- Atari BASIC (aka Sheperdson BASIC) (Atari 8 bites család)
- Atari Microsoft BASIC II (Atari 8 bites család)
- B32 Business Basic (Data General Eclipse MV, UNIX, MS-DOS)
- BASCOM (MCS Electronics) (Atmel AVR 8 bites mikrovezérlő családhoz) (Intel 8051-es 8 bites mikrovezérlő családhoz)
- BASIC09 (OS-9 és OS-9 68K, a Motorola 6809 és 68K processzoron, külön külön)
- Microsoft BASICA interpreter (Advanced BASIC, IBM PC korai változatán ROM-ba égetve) (Lemezzel ellátott gépeken a PC-DOS része)
- BASIC A Plus+ (Atari 8-bit család)
- BASIC-E programnyelv (aka 'submarine BASIC') (CP/M)
- Basic Plus (Digital Equipment Corporation gyártmány a RSTS/E OS, PDP-11 processzoron)
- BASIC XE programnyelv (Atari 130XE)
- BBC BASIC (Acorn/BBC Micro, RISC OS, Tiki 100, Cambridge Z88, CP/M, MS-DOS)
- Blitz BASIC & Blitz3D & BlitzMAX & BlitzPLUS (Win32, Commodore Amiga)
- Business Basic
- Bxbasm (Win32, open source, native compile)
- Bywater BASIC (aka bwBASIC) (MS-DOS, POSIX)
- Caché Basic (Caché Database egyik parancsleíró nyelve a kettőből)
- CBASIC programnyelv (BASIC-E leszármazottja) (CP/M, MS-DOS)
- Chipmunk Basic programnyelv (Apple Macintosh, CLI port Win32 részére, GNU/Linux; szabad szoftver)
- Color BASIC programnyelv (Tandy Radio Shack TRS-80 Color Computer, aka CoCo)
- Commodore BASIC (Commodore 8 bites család)
- DarkBASIC & DarkBASIC Professional
- Dartmouth BASIC (lásd még: True BASIC)
- Data General Business Basic (Data General Nova és későbbi DG miniszámítógépek)
- Ethos Game Basic (MS Windows)
- Extended Color BASIC (TRS-80 Color Computer)
- FutureBASIC (Apple Macintosh)
- Gambas (GNU/Linux) (Visual Basic-hez hasonló)
- geoBASIC (GEOS Commodore 64 számítógépen)
- GeoBASIC (Leica) (Leica TPS 1000/1100 vizsgálati állomásokon)
- Gnome Basic (GNU/Linux) (Visual Basic klón)
- GFA BASIC (Commodore Amiga, Atari ST)
- Microsoft GW-BASIC interpreter (MS-DOS) (BASICA compatibilis, IBM ROM routinoktól független)
- Hbasic (GNU/Linux) (Visual Basic-hez hasonló)
- HotPaw Basic programnyel (aka yBasic, nee cbasPad Pro) (PalmOS)
- IBasic (MS Windows)
- Integer BASIC (Apple II)
- IS-BASIC (Enterprise Computers: Enterprise 64, Enterprise 128)
- Liberty BASIC programnyelv (MS Windows)
- Locomotive BASIC (Amstrad CPC)
- LotusScript (Lotus Notes)
- MAI Basic Four Business Basic (többféle miniszámítógép)
- Mallard BASIC programnyelv (Amstrad PCW, CP/M on ZX Spectrum +3)
- MapBasic (MS Windows, MapInfo Professional)
- Microsoft BASIC (Microsoft BASIC variációk) (különféle mikroszámítógépeken)
- Microsoft MBASIC programnyelv (CP/M operációs rendszer alatt)
- MSX BASIC (MSX)
- Northstar BASIC (Processor Technology, Northstar, később átdolgozva x86 platformra Bazic '86 néven)
- NSBasic (Windows CE rendszer alatt)
- Phoenix Object Basic programnyelv (GNU/Linux)
- PowerBASIC (Turbo BASIC leszármazottja) (MSDOS, Win32)
- PureBasic (Win32, GNU/Linux és Commodore Amiga)
- QBASIC programnyelv (MS-DOS)
- Microsoft QuickBASIC fordító (MS-DOS)
- RapidQ (keresztplatform, szabad szoftver)
- REALbasic (Apple Macintosh, Win32, Linux)
- Revelation BASIC programnyelv (MS-DOS)
- SAM Basic programnyelv (SAM Coupé)
- ScriptBasic (Win32 and GNU/Linux)
- Sharp BASIC (Sharp zsebszámítógép)
- Sinclair BASIC (ZX80, ZX81/TS1000, ZX Spectrum)
- Sinclair Spectrum Beta BASIC (ZX Spectrum)
- SmallBASIC (GNU/Linux, MS-DOS, Win32, PalmOS; GPL)
- SmartBASIC (Coleco Adam)
- ST BASIC (Atari ST)
- StarOffice Basic (aka StarBasic) (OpenOffice, StarOffice)
- STOS BASIC (Atari ST)
- SuperBasic (Sinclair QL)
- THEOS Multi-User Basic
- TI BASIC programnyelv (Texas Instruments programozható kalkulátorok)
- TI BASIC (TI 99/4A) (Texas Instruments TI 99/4A)
- TI Extended BASIC programnyelv (ditto)
- Tiny BASIC (korai S-100 gépek)
- TRS-80 Level I BASIC programnyelv (TRS-80) (TinyBASIC alapú)
- TRS-80 Level II BASIC programnyelv (TRS-80)
- True BASIC (MS-DOS, MS Windows, Apple Macintosh)
- Turbo BASIC (BASIC/Z utód)
- VBScript (MS ASP, MS Windows with WSH)
- Visual Basic (MS Windows)
- Visual Basic .NET (MS Windows)
- Visual Basic for Applications (VBA) (MS Office beépített nyelv MS Windows és Apple Macintosh alapú gépeken)
- Watcom Basic
- WordBasic (MS Office verziók elődje)
- wxBasic (BASIC interpreter wxWidget részére)
- XBasic (Win32, GNU/Linux) (GPL)
- Yabasic interpreter (Win32, GNU/Linux, Playstation 2) (GPL)

## Rokon programozási nyelvek
- COMAL programozási nyelv (többféle mikroszámítógépre)
- OPL programozási nyelv (Open Programming Language: Nyitott programozási nyelv, korábban: Organiser Programming Language - hordozható eszközökhöz, mint pl. Psion Organisers, Psion PDA-k)

## Szabványok
- ANSI Minimal BASIC szabvány (ANSI X3.60-1978 "FOR MINIMAL BASIC")
- ISO Minimal BASIC szabvány (ISO/IEC 6373:1984 "DATA PROCESSING – PROGRAMMING LANGUAGES – MINIMAL BASIC")
- ANSI teljes BASIC szabvány (ANSI X3.113-1987 "PROGRAMMING LANGUAGES FULL BASIC")
- ISO teljes BASIC szabvány (ISO/IEC 10279:1991 "INFORMATION TECHNOLOGY – PROGRAMMING LANGUAGES – FULL BASIC")
- ANSI modul definíciós kiegészítés (X3.113 INTERPRETATIONS-1992 "BASIC TECHNICAL INFORMATION BULLETIN # 1 INTERPRETATIONS OF ANSI 03.113-1987")
- ISO modul definíciós kiegészítés (ISO/IEC 10279:1991/ Amd 1:1994 "MODULES AND SINGLE CHARACTER INPUT ENHANCEMENT")